# The Mind Reader
Pour plus de détails, voir Fiche technique et Distribution.

The Mind Reader est un film américain de la période pré-Code, réalisé en 1933 par Roy Del Ruth.

## Synopsis
Chandler est un escroc à la petite semaine travaillant dans des fêtes foraines et se livrant à de minables escroqueries (arracheur de dents, vendeur de lotions miraculeuses…) La crise étant là, les affaires vont assez mal jusqu'au jour où il lui prend l'idée de s'improviser diseur de bonne aventure. Il devient Chandra, fait écrire des questions au public, fait semblant de les brûler sans les lire pendant que Frank, son complice, les récupère et les lui dicte grâce à un fil acoustique.
C'est dans ce cadre que Chandler rencontre Sylvia. Les deux personnages ne tardent pas à devenir amoureux l'un de l'autre. Quand Sylvia surprend le stratagème permettant à Chandler de berner le public, elle veut s'enfuir, mais l'homme parvient à force de bagout à la convaincre de sa « bonne foi ».
Lors d'un séjour dans une ville où le shérif a interdit la voyance, l'affaire risquant de mal tourner, Chandler demande à Frank de jeter une pierre dans une bijouterie pendant sa représentation, afin de détourner l'attention des autorités. Pendant la séance, Chandler « voit » l'agression et les policiers se rendent sur place. Mais Frank, kleptomane compulsif, n'a pu s'empêcher de voler une bague de valeur. Chandler la lui prend, l'offre à Sylvia et ils s'empressent de quitter la ville. Sylvia, apprenant l'origine de la bague, veut de nouveau rompre. À cela vient s'ajouter la plainte d'une femme qui, à la suite de mauvaises prédictions, est devenue malheureuse. Elle se suicide en se jetant dans la cage de l'ascenseur. Chandler n'a d'autre solution que de promettre à Sylvia de rentrer dans le droit chemin.
C'est ce qui se passe pendant plusieurs mois, mais le couple a du mal à joindre les deux bouts. Un jour, Chandler rencontre fortuitement Frank. Ce dernier lui explique qu'il a des renseignements sur les infidélités conjugales des milieux bourgeois de la ville et que certaines femmes seraient heureuses de connaître la vérité sous couvert de divination. Sans rien dire à Sylvia, Chandler devient le docteur Monroe.
Parallèlement, une amie de Sylvia se plaint auprès d'elle de ce que son ménage vacille à cause des révélations du docteur Monroe. Sylvia, voulant aider son amie, décide de se rendre chez ce fameux docteur. Elle ne peut entrer dans sa chambre d'hôtel. Au même moment, un mari qui a été surpris en plein adultère vient lui aussi trouver le docteur, mais pour se venger. Il entre dans la chambre, Chandler le menace d'un revolver, l'homme résiste, ils se battent, le coup part et l'intrus meurt. Chandler s'enfuit par une porte de secours, tandis que Sylvia, restée dans le couloir, est emmenée par la police.
On lui explique alors que Monroe et Chandler sont la même personne. Quand Chandler apprend par la presse que Sylvia va être jugée, il se livre à la police. Il demande à voir Sylvia, qui est alitée. Les deux amants se réconcilient, heureux et apaisés.

## Fiche technique
- Titre : The Mind Reader
- Réalisateur : Roy Del Ruth
- Producteur : Hal B. Wallis
- Scénario : Robert Lord et Wilson Mizner
- Musique : Bernhard Kaun
- Photographie : Sol Polito
- Studio : First National Pictures
- Distributeur : Warner Bros
- Durée : 70 minutes
- Pays de production :  États-Unis
- Date de sortie :
  - États-Unis :1er avril 1933

## Distribution
- Warren William : Chandler/Chandra/Munroe
- Constance Cummings : Sylvia
- Allen Jenkins : Frank le premier assistant de Chandler
- Natalie Moorhead : Mrs. Austin
- Mayo Methot : Jenny
- Clarence Muse : Sam, le second assistant de Chandler
- Earle Foxe : Don
- Harry Stubbs : Thompson

## Vidéographie
- Le film a été diffusé en DVD dans la collection « Les trésors Warner -Forbidden Hollywwod - films de l'ère pré-code » en 2013.